# Olympische Jugend-Sommerspiele 2018/Teilnehmer (Großbritannien)
| Gelbes Symbol für Goldmedaillen mit stilisierten Olympischen Ringen | Graues Symbol für Silbermedaillen mit stilisierten Olympischen Ringen | Braundes Symbol für Bronzemedaillen mit stilisierten Olympischen Ringen |
| ------------------------------------------------------------------- | --------------------------------------------------------------------- | ----------------------------------------------------------------------- |
| 3                                                                   | 4                                                                     | 5                                                                       |

Die Jugend-Olympiamannschaft aus Großbritannien für die III. Olympischen Jugend-Sommerspiele vom 6. bis 18. Oktober 2018 in Buenos Aires (Argentinien) bestand aus 43 Athleten.

## Athleten nach Sportarten

### Badminton
| Mädchen - Grace King | Jungen - Christopher Grimley |

### Beachvolleyball
Jungen
- Javier Bello
- Joaquin Bello

### Bogenschießen
| Mädchen - Alyssia Tromans-Ansell | Jungen - Daniel Thompson |

### Boxen
| Mädchen - Caroline Dubois Gold Klasse bis 60 kg | Jungen - Ivan Price Gold Klasse bis 52 kg - Hassan Azim Bronze Klasse bis 64 kg - Karol Itauma Gold Klasse bis 81 kg |

### Gewichtheben
Mädchen
- Ellie Pryor

### Golf
| Mädchen - Lily Humphreys | Jungen - Joe Pagdin |

### Karate
Mädchen
- Charlotte Hope
- Lauren Salisbury
Bronze  Klasse über 59 kg

### Moderner Fünfkampf
| Mädchen - Annabel Denton | Jungen - Toby Price |

### Radsport

#### BMX
| Mädchen - Elissa Bradford | Jungen - Ross Cullen |

#### Straßenradsport/Mountainbike
| Mädchen - Harriet Harnden - Anna McGorum | Jungen - Sean Flynn - Harry Birchill Bronze Mannschaft Kombination |

### Reiten
- Jack Whitaker
Silber  Springen Mannschaft

### Rudern
| Mädchen - Georgina Robinson Ranger | Jungen - Michael Dalton - Theo Darlow |

### Schießen
Jungen
- James Miller

### Segeln
| Mädchen - Islay Watson | Jungen - Finn Hawkins Bronze Windsurfen Techno 293+ |

### Taekwondo
| Mädchen - Sharissa Gannaway - Aaliyah Powell | Jungen - Mason Yarrow |

### Triathlon
| Mädchen - Libby Coleman | Jungen - Calum Young |

### Turnen

#### Akrobatik
| Mädchen - Sophia Imrie-Gale | Jungen - Clyde Gembickas |

#### Artistik
| Mädchen - Amelie Morgan Silber Einzelmehrkampf Silber Boden Bronze Schwebebalken | Jungen - Adam Tobin Bronze Mixed |

#### Trampolinturnen
| Mädchen - Jessica Clarke Silber Mixed | Jungen - Andrew Stamp Silber Einzel |

### Wasserspringen
| Mädchen - Maria Papworth | Jungen - Antony Harding Silber Kunstspringen 3 m |